# Nathalie Huigsloot
Nathalie Huigsloot (Oosterhout, 11 februari 1969) is een Nederlandse journaliste en televisiemaakster.
In 1992 studeerde zij af aan de Hoge Hotelschool Maastricht op marketing. Vervolgens behaalde ze haar propedeuse aan de Toneelacademie Maastricht. In 1996 studeerde ze cum laude af bij Communicatiewetenschappen aan de Universiteit van Amsterdam.
Ze bedacht en presenteerde de serie Dance around the world (Yorin), Stille wateren (KRO) en interviewde politici in het programma Testbeeld (Veronica). Verder werkte ze onder andere voor Theo van Gogh (Het laatste oor), Pieter Storms (Bukken!), Jort Kelder, Beau van Erven Dorens en Max Westerman (Max in alle staten).
Als journalist schrijft ze columns voor de Volkskrant ('Nathalie zoekt het geluk'), interviews voor Blvd ('Nathalie maakt vrienden') en tv-recensies voor InMagazine ('Nathalie kijkt tv') en losse artikelen voor onder meer de VARA TV Magazine, Psychologie Magazine, LINDA, Elle, Red en Glamour.
Geïnspireerd op de periode toen zij in New York werkte voor Max Westerman schreef Huigsloot in 2004 de roman Miss America (Vassalucci). In 2004 schreef ze Het botoxdilemma (Ambos/Anthos uitgevers). Tegenwoordig is ze vooral bekend van het drie-interview in HP de Tijd en haar interviews in Volkskrant Magazine.